# السلام النمساوي

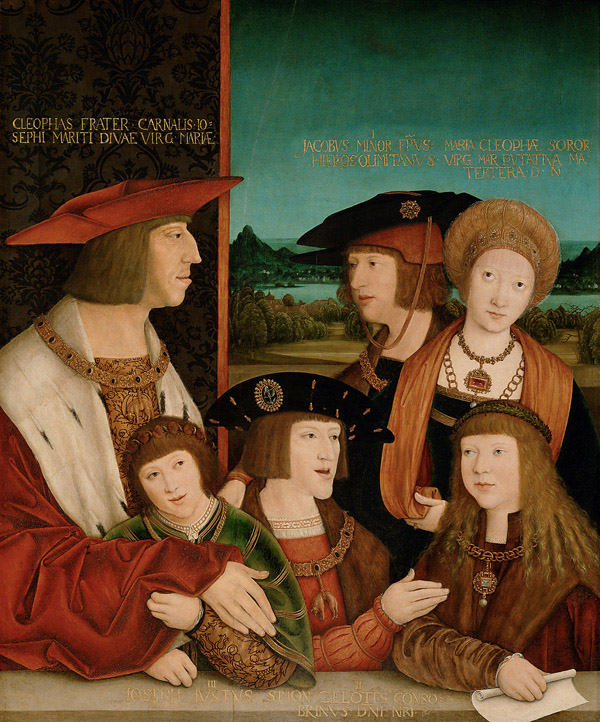
صورة عائلية للإمبراطور ماكسيميليان الأول وعائلته؛ مع ابنه فيليب الجميل، وزوجته ماري من بورغندي، وأحفاده فرديناند الأول وشارل الخامس، ولويس الثاني ملك المجر (زوج حفيدته ماري من النمسا).

استخدم الباحثون مصطلح "السلام النمساوي"، وأحيانًا "السلام الهابسبورغي" لوصف الأيديولوجية الإمبراطورية لآل هابسبورغ، المعروفين أيضًا باسم آل النمسا.    يُنسب الفضل إلى الأرشيدوق فريدريك الثالث في إطلاق هذه الأيديولوجية، إذ كان أول هابسبورغي يُنتخب إمبراطورًا للإمبراطورية الرومانية المقدسة، وصاغ شعار "العالم كله خاضع للنمسا". وسّع خليفته الإمبراطور ماكسيميليان الأول أراضي هابسبورغ، وفعل ذلك بالزواج بدلًا من الحرب، راسخًا بذلك شعار "Bella gerunt alii, tu felix Austria nube" ("دع الآخرين يخوضون الحرب؛ وأنتِ، أيتها النمسا السعيدة، تزوجي"). حاول تشارلز الخامس، على وجه الخصوص، فرض السلام بالزيجات في أوروبا. واستمرت محاولات أخرى لإرساء السلام الهابسبورغي في أوروبا حتى حرب الثلاثين عامًا. أنهى سلام وستفاليا التطلعات العالمية لملكية هابسبورغ وأنهى إمكانية السلام النمساوي، على الرغم من أن المصطلح قد استخدم أيضًا لوصف السياسات اللاحقة للإمبراطورية النمساوية والنمسا والمجر.

## روابط خارجية
- العصور الوسطى في التقليد النمساوي في صور وأفكار العصور الوسطى
- الاستراتيجية الكبرى لإمبراطورية هابسبورغ
- السلام النمساوي: Sinn und Geschichte des österreichischen Staatsgedankens
- ممارسة الاستراتيجية: من الإسكندر الأكبر إلى الوقت الحاضر
- جاسبارو كونتاريني والبندقية وروما والإصلاح
- شارع رئيس الوزراء في النمسا في إيطاليا
- Die Allegorie der Austria: die Entstehung des Gesamtstaatsgedankens in der österreichisch-ungarischen Monarchie und die bildende Kunst